# Shikimori Inosuke
Shikimori Inosuke (式守 伊之助) est l'un des deux noms donnés aux tate-gyōji, le grade le plus important pour un arbitre de sumo, avec Kimura Shōnosuke.

## Rôle
Il n'y a qu'un « Shikimori Inosuke », et il le reste jusqu'à sa retraite, à l'âge de 65 ans.
Shikimori Inosuke est présent lors du dohyō-iri des yokozuna du côté ouest du banzuke (classement des lutteurs) et lors de la cérémonie de purification du dohyō, le ring, avant chaque honbasho.
Il possède dans sa ceinture, tout comme Kimura Shōnosuke, une dague symbolisant l'importance de la décision qu'il prend. Dans les temps anciens, quand il n'y avait pas de juges autour du dohyō pour discuter de la décision arbitrale, et si le gyōji faisait une erreur flagrante, visible par tous, utiliser la dague était une matière honorable de finir ses jours. Aujourd'hui, l'arbitre présente sa démission, le plus souvent rejetée, à l'association japonaise de sumo lorsqu'il commet une grossière erreur.
Depuis 2013, Shikimori Inosuke est le 40e du nom, il appartient à l'écurie Miyagino.
En décembre 2017, le 40e Shikimori Inosuke, de son vrai nom Itsuo Nouchi, présente ses excuses pour avoir agressé sexuellement un jeune arbitre après avoir bu.